# The Year of Living Dangerously
The Year of Living Dangerously is een Australische film uit 1982 geregisseerd door Peter Weir. De hoofdrollen worden vertolkt door Mel Gibson en Sigourney Weaver.

## Verhaal
De Australische verslaggever Guy Hamilton vertrekt naar Jakarta (Indonesië) om de communistische onderdrukking in 1965 te beschrijven. Daar leert hij de fotograaf Billy Kwan kennen die hem de cultuur van het land uitlegt. Billy presenteert hem de Britse diplomate Jill Bryant en al snel worden ze een koppel. Guy moet een paar belangrijke keuzes maken en zijn relatie met Billy komt in crisis net als de politieke situatie in Indonesië.

## Rolverdeling
| Acteur               | Personage         |
| -------------------- | ----------------- |
| Mel Gibson           | Guy Hamilton      |
| Sigourney Weaver     | Jill Bryant       |
| Linda Hunt           | Billy Kwan        |
| Michael Murphy       | Pete Curtis       |
| Bill Kerr            | Colonel Henderson |
| Noel Ferrier         | Wally O'Sullivan  |
| Bembol Roco          | Kumar             |
| Paul Sonkkila        | Kevin Condon      |
| Ali Nur              | Ali               |
| Dominador Robridillo | Betjak Man        |

## Prijzen en nominaties
- 1983 - AFI Award
  - Gewonnen: Beste vrouwelijke bijrol (Linda Hunt)
  - Genomineerd: Beste film
  - Genomineerd: Beste regisseur
  - Genomineerd: Beste acteur
  - Genomineerd: Beste scenario
  - Genomineerd: Beste muziek
  - Genomineerd: Beste cinematografie
  - Genomineerd: Beste kostuums
  - Genomineerd: Beste montage
  - Genomineerd: Beste geluid
- 1983 - Gouden Palm
  - Genomineerd: Beste regisseur
- 1983 - LAFCA Award
  - Gewonnen: Beste vrouwelijke bijrol (Linda Hunt)
- 1983 - NBR Award
  - Gewonnen: Beste vrouwelijke bijrol (Linda Hunt)
- 1983 - NYFCC Award
  - Gewonnen: Beste vrouwelijke bijrol (Linda Hunt)
- 1984 - Oscar
  - Gewonnen: Beste vrouwelijke bijrol (Linda Hunt)
- 1984 - BSFC Award
  - Gewonnen: Beste vrouwelijke bijrol (Linda Hunt)
- 1984 - CEC Award
  - Gewonnen: Beste buitenlandse film
- 1984 - Golden Globe
  - Genomineerd: Beste vrouwelijke bijrol (Linda Hunt)
- 1984 - KCFCC Award
  - Gewonnen: Beste vrouwelijke bijrol (Linda Hunt)
- 1984 - WGA Award
  - Genomineerd: Beste scenario